# Alfred Müller-Armack
Alfred Müller-Armack (Essen, 28 de junho de 1901 — Köln, 16 de março de 1978) foi um economista e político alemão criador da Economia social de mercado.
Foi professor de economia na Universidade de Münster e Universidade de Colônia. Müller-Armack adotou o termo "Economia Social de Mercado" em 1946.
Müller-Armack foi a figura central do Colégio Colônia. Ele sempre apontava que a economia devia servir a humanidade.
Depois de 1952, trabalhou como ministro da economia no governo de Ludwig Erhard (CDU) como ponto fundamental da recém-fundada seção de planejamento  Grundsatzabteilung.